# Petrus Joannes Geeraerts
Petrus Joannes (Pieter) Geeraerts (Wilsele, 27 april 1850 - aldaar, 6 oktober 1901) was een Belgisch brouwer en politicus. Hij was burgemeester van Wilsele van 1885 tot aan zijn dood.

## Biografie
Pieter Jan Geeraerts was een zoon van Jan Frans Geeraerts en een kleinzoon van Wilsels burgemeester Petrus Geeraerts, naar wie hij is vernoemd. De familie Geeraerts was een bekende brouwersfamilie in Wilsele met Brouwerij Den Draak. Geeraerts was getrouwd met de boerendochter Joanna-Theresia Smedts (Rotselaar, 15 oktober 1849 - ?) en kreeg met haar 9 kinderen.
In 1885 volgde hij Jan-Baptist Vanderelst op als burgemeester van Wilsele en trad daarmee in de voetsporen van zijn grootvader die deze functie 49 jaar geleden had bekleed. Hij zou net zoals zijn grootvader blijven zetelen tot aan zijn dood.
Bij zijn overlijden volgde zijn katholieke partijgenoot Alfons Vangeel hem op, dit min of meer in afwachting van de meerderjarigheid van zijn jongste zoon Hendrik  Geeraerts (Wilsele, 7 februari 1888 - ?), bijgenaamd "Rikske van den Draak", die werd voorbereid op het burgemeesterschap. De jonge Hendrik had echter geen interesse in de politiek en burgemeester Vangeel bleef zetelen tot 1921, waarna hij werd opgevolgd door zijn eerste schepen, de socialist Henri Corbeels.